# Kjundjudej
Il Kjundjudej o Kjundjudėj (in russo Кюндюдей, Кюндюдэй o Кюндюэбей?) è un fiume della Russia siberiana orientale, affluente di destra della Lena. Scorre nel Žiganskij ulus della Sacha (Jacuzia).
Il fiume ha origine dalle pendici occidentali dei monti di Verchojansk e scende in direzione sud-occidentale fino a sfociare in un canale laterale della Lena a 921 km dalla sua foce. La lunghezza del Kjundjudej è di 240 km, l'area del suo bacino è di 3 910 km². Un altro affluente sfocia 3 km più a valle, l'Innjach.